# Domo da Cadeia

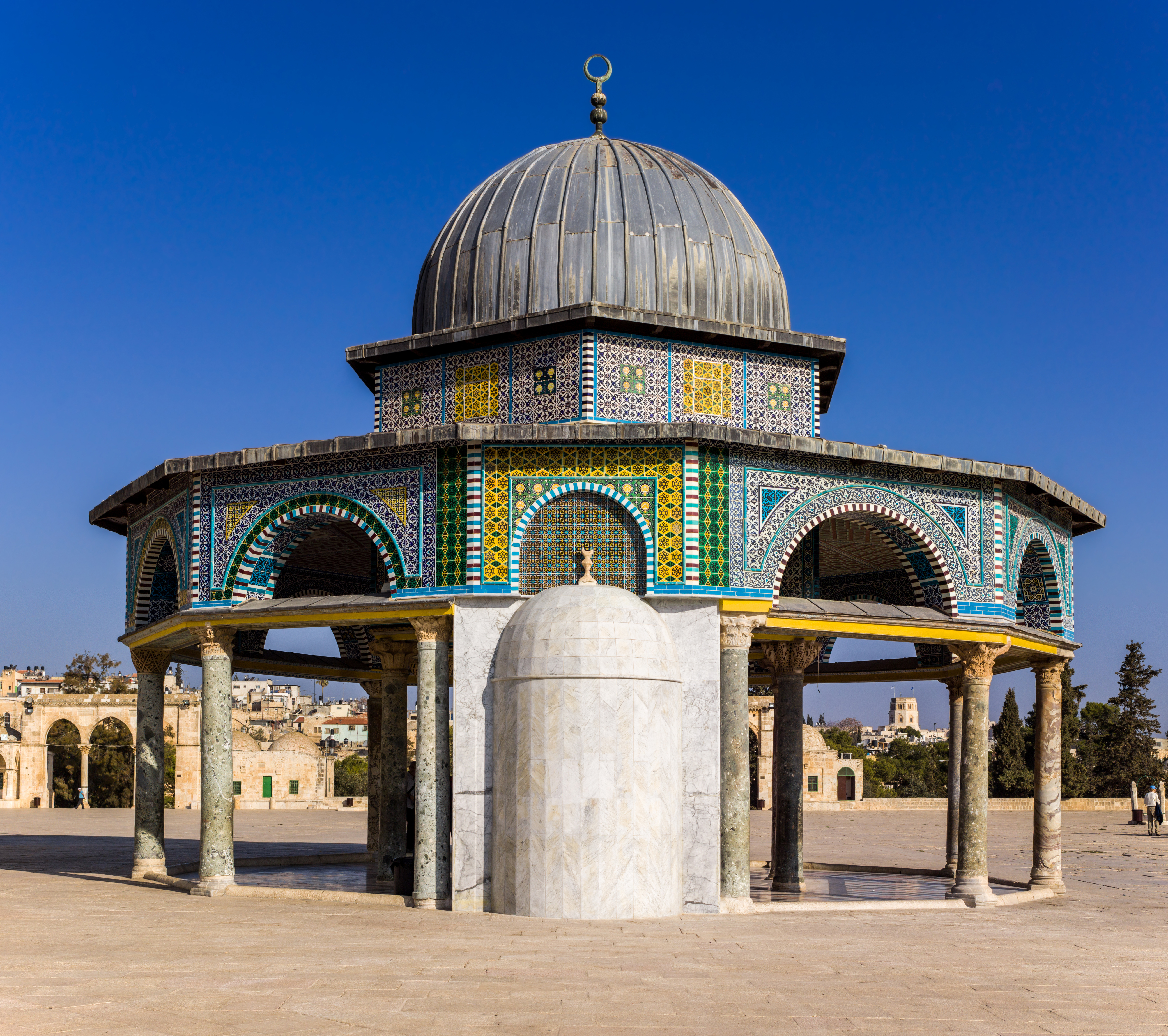
Domo da Cadeia

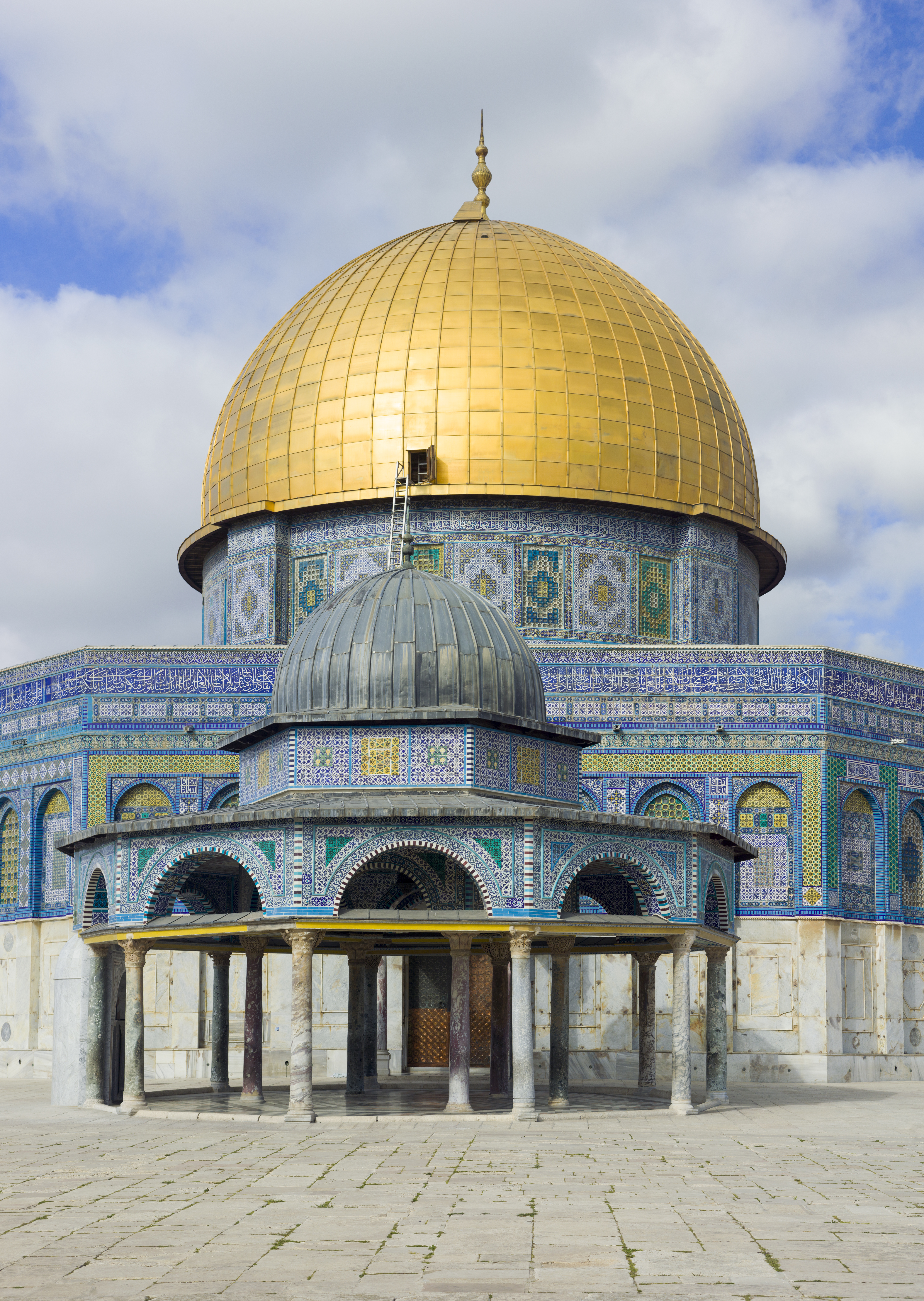
O Domo da Cadeia está localizado no coração do Monte do Templo, ao lado da mesquita da Cúpula da Rocha

O Domo da Cadeia (em árabe: قبة السلسلة, Qubbat al-Silsila) é uma pequena construção localizada adjacente ao leste da Cúpula da Rocha no Monte do Templo, em Jerusalém. Uma das estruturas mais antigas do Haram ash-Sharif (o nome árabe do Monte do Templo), não é uma mesquita ou santuário, mas é usado como uma casa de oração. Foi construído pelos califas omíadas, posteriormente tornando-se uma capela cristã sob a administração Cruzada, sendo restaurado como uma casa de oração pelas Aiúbidas e sendo renovado pelos mamelucos, otomanos e os palestinos baseados na administração Waqf.

## História
Algumas estruturas dentro do Monte do Templo datam de períodos pré-islâmicos, mas é amplamente aceito pelos estudiosos, tanto árabes como acadêmicos ocidentais que o Domo da Cadeia foi construído originalmente durante o governo Omíada, à mando do califa Abedal Maleque ibne Maruane, em 691. O projeto Omíada do edifício, em grande parte, permaneceu inalterado por restaurações posteriores. Além de ser uma casa de oração, a cúpula foi usada como um tesouro para a comunidade muçulmana local.
Quando os cruzados conquistaram Jerusalém em 1099, eles identificaram a cúpula como o local onde São Tiago foi martirizado e, transformaram o edifício em uma capela dedicada a ele. Em 1187, o prédio foi devolvido as funções de edifício muçulmano depois que Saladino reconquistou Jerusalém para os muçulmanos seljúcidas. Em 1199, foram renovados o teto e os pavimentos, e mármore foi adicionado às colunas pelos dirigentes Aiúbidas. Os cruzados reconquistaram Jerusalém em 1238, mas eles foram derrotados pelos mamelucos. O sultão mameluco Baibars reformou e reduziu ligeiramente o número de colunas no século 13, bem como o mirabe com mármore. Em 1561, sob a direção do sultão otomano Solimão, o Magnífico, os azulejos do mirabe foram vidrados e, cerca de 200 anos depois, em 1760, mais peças foram adicionados a ele.
A última grande reforma foi realizada pelo waqf islâmico de Jerusalém entre os anos de 1975 a 1976.

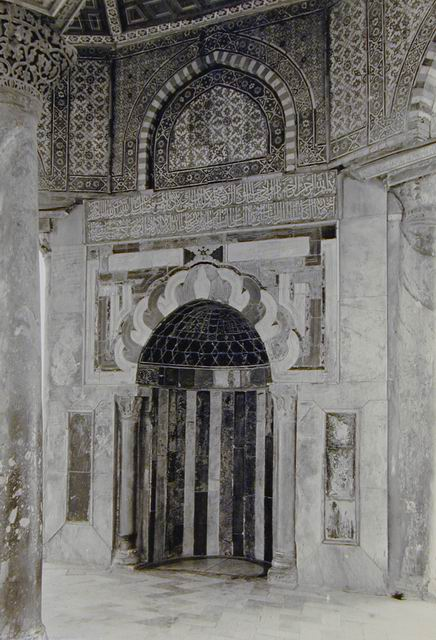
Imagem mostrando o mirabe no Domo da Cadeia

## Arquitetura do Edifício
O edifício é constituído por uma estrutura hexagonal abaulada com arcos abertos. A cúpula, que consiste num tambor sextavado interior, é feito de madeira e é suportado por seis colunas, delimitada por uma parede inferior do telhado. O telhado está situado no topo de onze colunas apoiadas por uma galeria exterior poligonal. O plano da estrutura é uma base triangular com dois espaços intercolunares da parte interior do domo, que correspondem a três dos polígonos exteriores nos lados nordeste e noroeste. A parede quibla contém o mirabe ou nicho de oração e é ladeado por duas colunas menores.
Há um total de dezessete colunas na estrutura, excluindo o mirabe, ao contrário da quantidade original, que tinha vinte anos. O Domo da Cadeia tem um diâmetro de 14 metros, tornando-se o terceiro maior prédio no Monte do Templo após a Mesquita de al-Aqsa e a Cúpula da Rocha.